# Ле-Аль (станція метро)
48°51′44″ пн. ш. 2°20′45″ сх. д. / 48.862194721152° пн. ш. 2.345836267292° сх. д.
Ле-Аль (фр. Les Halles) — станція лінії 4 Паризького метрополітену, що входить до складу одного з найбільших у Європі підземних пересадних вузлів швидкісного позавуличного транспорту Шатле-Ле-Аль.
Розташовано в окрузі I Париж, Франція.
На станції встановлено автоматичні платформні ворота.
В 2019 році до станції зайшли 16 069 170 пасажирів, що є дев'ятим місцем серед станцій паризької міської мережі

## Етимологія
Станція здобула свою назву за розташуванням в історичному кварталі Парижа, на місці якого протягом кількох століть розташовувалися торгові ряди.

## Історія
Спочатку станцію відкрито 21 січня 1908 року у складі першої пускової дільниці 4 лінії Шатле — Порт-де-Кліньянкура.
В 1977 році через будівництво переходу на станцію Шатле-Ле-Аль RER станцію було переміщено.
Пасажиропотік по станції на вході 2004 року оцінювався статистичної службою STIF в 12,63 мільйона осіб

За статистикою RATP, в 2011 році вхідний пасажиропотік станції склав 13113834 особи
,
а в 2013 році зріс до 15347160 пасажирів, що вивело станцію на 8 місце за рівнем вхідного пасажиропотоку в Паризькому метро
.

## Опис
Станція розташована під торговим комплексом Westfield Forum des Halles між вулицею Рамбюто та вулицею Берже.
Станція розташована на північному кінці вузла пересадки Шатле — Ле-Аль.
З неї можливий прямий перехід на лінії RER A, B і D, з яких можливий перехід у вузол пересадки метро 'Шатле'.
Пішохідна відстань між станцією метро 'Ле-Аль' та дальнім кінцем зали 'Шатле' лінії 7 становить близько 900 м.
Станція Ле-Аль використовує один із підземних поверхів торгового центру Форум-де-Аль.

## Пересадки
| Попередня станція | Лінія | Лінія                                | Лінія | Наступна станція      |
| ----------------- | ----- | ------------------------------------ | ----- | --------------------- |
| Обер              |       | RER RER A                            |       | Гар-де-Льон           |
| Гар-дю-Нор        |       | RER RER B                            |       | Сен-Мішель — Нотр-Дам |
| Гар-дю-Нор        |       | RER RER D                            |       | Гар-де-Льон           |
| Лувр — Ріволі     |       | Паризький метрополітен Лінія 1 Шатле |       | Отель-де-Віль         |
| Пон-Ньоф          |       | Паризький метрополітен Лінія 7 Шатле |       | Пон-Марі              |
| Кінцева           |       | Паризький метрополітен Лінія11 Шатле |       | Отель-де-Віль         |
| Отель-де-Віль     |       | Паризький метрополітен Лінія14 Шатле |       | Отель-де-Віль         |